# Christian Griepenkerl

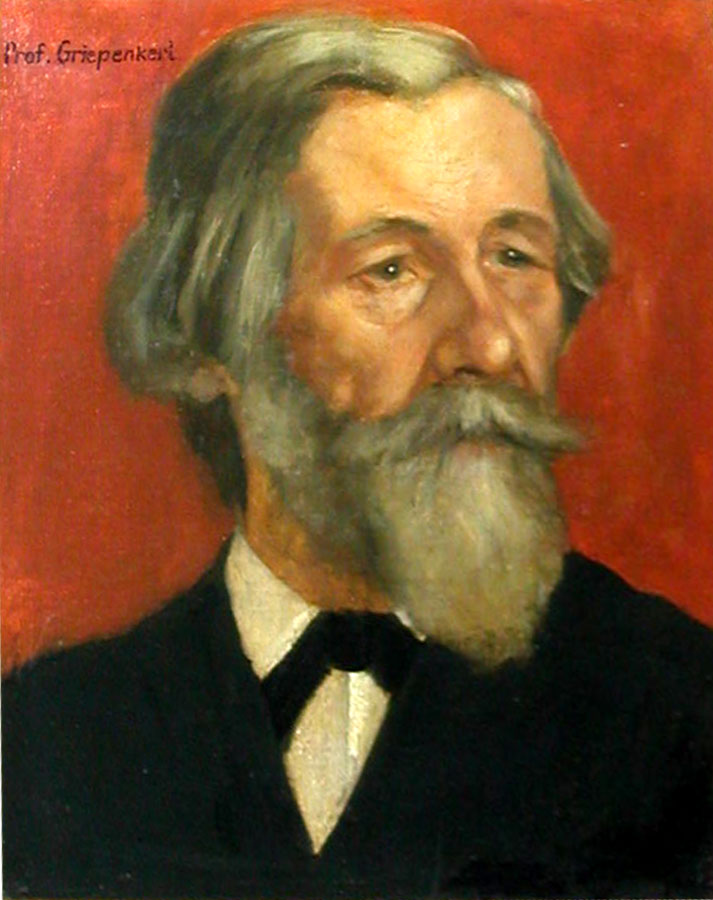
Griepenkerl (vers 1907), à l'époque où il rejeta la demande d'inscription de Hitler à l'Académie des beaux-arts de Vienne (par Anton Faistauer).

Christian Griepenkerl, né le 17 mars 1839 à Oldenbourg et mort le 21 mars 1916 à Vienne, est un peintre germano-autrichien qui enseigna à l'Académie des beaux-arts de Vienne.

## Biographie
Griepenkerl est né dans l'une des familles principales d'Oldenbourg. Jeune homme, il suivit le conseil de son compatriote, le paysagiste Ernst Willers, et se rendit à Vienne à la fin de 1855 afin de s'inscrire à l'école des beaux-arts privée fondée quatre ans plus tôt par Carl Rahl. Ce dernier permit à plusieurs de ses élèves de participer aux esquisses et à l'exécution de ses peintures et orienta ainsi leur développement artistique. La première peinture de Griepenkerl, Œdipe, conduit par Antigone, obtint l'approbation de Rahl, et Griepenkerl participa après avec son professeur et d'autres élèves à la peinture de fresques dans les grands escaliers du Musée des Armées (l'actuel Musée d'histoire militaire de Vienne), au palais Todesco et au palais de Simon Sinas. À la mort de Rahl en 1865, il continua individuellement et exécuta les commandes inachevées du maître.
En 1874, Griepenkerl fut nommé professeur à l'Académie des beaux-arts de Vienne , où il dirigea une école spéciale de peinture historique à partir de 1877. Sa spécialité était l'allégorie avec des thèmes tirés de la mythologie classique et le portrait. Griepenkerl enseigna ainsi à toute une génération de peintres viennois. Parmi ses élèves les plus connus, il y eut Carl Moll (1880–1881), Alfred Roller, Konstantin Stoitzner (1863-1933), Franz Windhager (1879-1959), Max Kurzweil, Carl Otto Czeschka (1894-1899), Richard Gerstl (1898–1899), Franz Tomaschu, Egon Schiele (1906–1908), Anton Faistauer (1906–1909), Karl Borschke (1908-1910). Le conservatisme extrême de Griepenkerl, ce dernier ne jurant que « par les artistes de l'âge d'or Austro-Hongroise [sic] de la fin du » XIXe siècle, aboutit à des protestations répétées de ses élèves, voire à des abandons de cours, et, entre autres, à la fondation du Neukunstgruppe (de) (groupe de l'Art nouveau).
Griepenkerl s'est aussi fait connaître après sa mort pour avoir refusé la demande d'inscription d'Adolf Hitler à l'Académie des beaux-arts de Vienne. Après que Hitler fut autorisé en 1907 à produire un dessin échantillon, Griepenkerl jugea ce dernier insatisfaisant, avec « trop peu de têtes », et son verdict fut encore plus clair en 1908 : « Non admis sur échantillon ».

## Œuvres

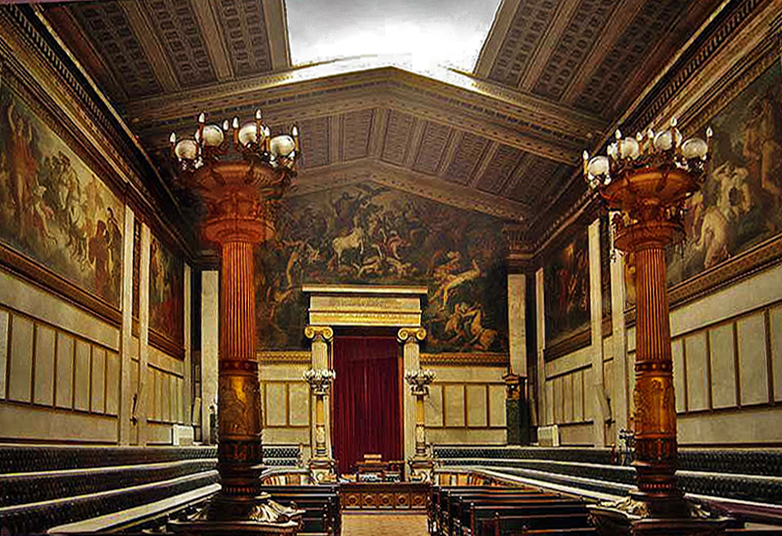
L'Académie des sciences à Athènes

Parmi les œuvres de Griepenkerl, il y a les compositions de Rahl qu'il réalisa avec l'aide d'Eduard Bitterlich (en) dans la maison d'opéra municipale. Ils travaillèrent quatre ans au plafond de l'auditorium et au rideau à la guillotine de cet opéra. Ce n'est qu'après la mort de Rahl en 1865 que Griepenkerl accepta ses propres tâches monumentales. L'architecte Theophil Hansen l'employa pour la décoration du palais Ephrussi et du palais Epstein, et Franz Klein (de) l'engagea pour le château de Hornstein et le palais de Sina à Venise. Griepenkerl y réalisa la fresque de plafond Procession nuptiale de Poséidon, Les Démons de la tempête et Les Fantômes protecteurs de la mer, qui sont nobles et très gracieux, mais qui présentent quelques lacunes au niveau des vêtements et de l'éclairage. Les peintures murales du manoir de la grande duchesse de Toscane à Gmunden et sa peinture Le Mariage d'Aphrodite et d'Adonis dans la salle à manger du manoir Simon, près de Hietzing, sont tout aussi importantes.
Griepenkerl réalisa aussi les peintures à l'huile décoratives (achevées en 1878) dans la cage d'escalier de l'augusteum d'Oldenbourg ; il peignit Vénus Urania comme idéal de beauté, entourée de quatre thèmes tirés du mythe de Prométhée, au plafond et, sur trois murs, une rencontre idéale des héros de l'art de tous les temps, dans l'ordre chronologique, semblable à la fresque de l'hémicycle de l'École nationale supérieure des beaux-arts peinte par Paul Delaroche.
Ces œuvres furent suivies par un cycle de peintures illustrant des thèmes provenant du mythe de Prométhée dans la salle des séances de l'Académie d'Athènes.
Il eut entre autres pour élèves Richard Geiger.

## Hommages et distinctions
Différents hommanges et distinctions lui sont attribués :
- 1878 : il est admis à l'Ordre de la Maison d'Oldenbourg et du mérite de Pierre-Frédéric-Louis ;
- 1887 : il est décoré de l'ordre autrichien de la Couronne de Fer ;
- 1912: il bénéficie d'une tombe d'honneur au cimetière central de Vienne ;
- 1924: la ruelle Griepenkerlgasse de l'arrondissement Hietzing de Vienne est nommée en son honneur.